# F1 2009 (videójáték)
Az F1 2009 egy autóverseny-szimulátor, melyet a Codemasters fejlesztett és adott ki 2009. november 17-én. A játék a 2009-es Formula–1 világbajnokság hivatalos játéka. A program Wii, PlayStation Portable és iPhone platformokra jelent meg.

## Csapatok, pilóták
- Vodafone McLaren Mercedes
  -  Lewis Hamilton
  -  Heikki Kovalainen
- Scuderia Ferrari Marlboro
  -  Felipe Massa
  -  Kimi Räikkönen
- BMW Sauber F1 Team
  -  Robert Kubica
  -  Nick Heidfeld
- ING Renault F1 Team
  -  Fernando Alonso
  -  Nelson Piquet, Jr.
- Panasonic Toyota Racing
  -  Jarno Trulli
  -  Timo Glock
- Scuderia Toro Rosso
  -  Sébastien Bourdais
  -  Sébastien Buemi
- Red Bull Racing
  -  Mark Webber
  -  Sebastian Vettel
- AT&T Williams
  -  Nico Rosberg
  -  Kazuki Nakajima
- Force India F1 Team
  -  Adrian Sutil
  -  Giancarlo Fisichella
- Brawn GP F1 Team
  -  Jenson Button
  -  Rubens Barrichello

## Versenypályák
- Ausztrál nagydíj – Albert Park (Melbourne)
- Maláj nagydíj – Sepang International Circuit (Kuala Lumpur)
- Kínai nagydíj – Shanghai International Circuit (Shanghai)
- Bahreini nagydíj – Bahrain International Circuit (Sakhir)
- Spanyol nagydíj – Circuit de Catalunya (Barcelona)
- Monacói nagydíj – Circuit de Monaco (Monte Carlo)
- Török nagydíj – Istanbul Park (Isztambul)
- Brit nagydíj – Silverstone Circuit (Silverstone)
- Német nagydíj – Nürburgring (Nürburg)
- Magyar nagydíj – Hungaroring (Budapest)
- Európai nagydíj – Valencia Street Circuit (Valencia)
- Belga nagydíj – Spa-Francorchamps (Spa)
- Olasz nagydíj – Autodromo Nazionale di Monza (Monza)
- Szingapúri nagydíj – Marina Bay Street Circuit (Szingapúr)
- Japán nagydíj – Suzuka Circuit (Suzuka)
- Brazil nagydíj – Autódromo José Carlos Pace, Interlagos (São Paulo)
- Abu-dzabi nagydíj – Yas Marina Circuit (Abu Dhabi)